# Odero Gon
Odero Gon (Palmanova, 15 aprile 1933 – Palmanova, 2 giugno 2021) è stato un calciatore italiano, di ruolo centrocampista.

## Carriera
Centromediano di ruolo cresciuto nel Palmanova, passò in Serie A con l'Udinese.
Ebbe una carriera sportiva costellata da molti infortuni che gli impedirono di dimostrare fino in fondo le sue qualità.
Chiuse la sua avventura nel calcio tornando a giocare a Palmanova, dove poi aprì assieme alla moglie un'osteria che divenne per tanti anni il punto di riferimento per tutti i tifosi "amaranto".